# Morita Carrillo
Morita Carrillo (Nirgua, 21 de febrero de 1921-Ibidem, 30 de septiembre de 1998) es una maestra y poetisa infantil venezolana.

## Biografía
Nació en Nirgua, Edo. Yaracuy, en la Hacienda El Escondido, el 21 de febrero de 1921. Hija de Tulio Carrillo y Justina Delgado, y hermana de Josefa Carrillo Delgado. Comenzó a trabajar en 1938 en la escuela “Juan Manuel Velásquez Level”. Al llegar a Caracas concursa por un cargo en la Escuela Experimental Venezuela, dirigida por el Prof. Sabás Olaizola.
Destacó como una poetisa para niños, y se dedicó a promover la literatura infantil en Venezuela, desempeñando cargos de editora, asesora, y consejera en diferentes instituciones, y ofreciendo charlas en varios países de Latinoamérica.
Publicó “Festival del rocío”, su primer libro de poemas en 1953. Otras obras destacadas son: Cuadernos de Doñana (1954), Escenario para los reyes magos (1955), Jardines del niño Dios (1957), Kindergarten de estrellas (1959), Columpios del Iris (1963), El canto de los días (1964), Once puertas y una estrella (1965),Tilingo (1966), Torres de celofán (1968), Morita Carrillo, Poetas yaracuyanos III (1969), Linterna de Papel (1977), Cancioncillas jardineras (1979), Llave siete colores (1980), La fuente de las voces, Edad de colores (lecturas), Edad de colores , Preescolar (1980), Jardín de lectura ( Morita Carrillo y Fabiola Puche, 1981).
Fue Jefe de Redacción de la revista Tricolor, bajo la dirección de Rafael Rivero Oramas. Asimismo trabajó en el Instituto Nacional de Cultura y Bellas Artes (INCIBA) y fue asesora del Banco del Libro. Dirigió la publicación de “Once puertas y una estrella” y dos colecciones infantiles: “Puente dorado” y “La estrella amiga”, y el Programa de Ediciones de la Fundación Festival del Niño, “Páginas para imaginar”.
Recibió la Orden Andrés Bello en 1962 y fuera nombrada hija ilustre del Yaracuy.